# Somme-Suippe
Somme-Suippe is een gemeente in het Franse departement Marne (regio Grand Est) en telt 450 inwoners (2005). De plaats maakt deel uit van het arrondissement Châlons-en-Champagne.

## Geografie
De oppervlakte van Somme-Suippe bedraagt 32,4 km², de bevolkingsdichtheid is 13,9 inwoners per km².
De onderstaande kaart toont de ligging van Somme-Suippe met de belangrijkste infrastructuur en aangrenzende gemeenten.

## Demografie
Onderstaande figuur toont het verloop van het inwonertal (bron: INSEE-tellingen).